# Bitwa pod Kynoskefalaj (364 p.n.e.)
Bitwa pod Kynoskefalaj – starcie zbrojne w roku 364 p.n.e. pomiędzy wojskami tebańskimi Pelopidasa i armią tyrana tesalskiego Aleksandra z Feraj.
Bitwa miała złamać hegemonię uzyskaną w Grecji przez Teby po bitwie pod Leuktrami, ale nie przyniosła rozstrzygnięcia. Tebańczycy ponieśli jednak w niej niepowetowaną stratę – zginął ich wódz Pelopidas.